# Estêvão da Arménia
Estêvão da Armenia Arménia(PE) ou Armênia(PB) (1111 – 7 de Fevereiro de 1165) foi marechal do Principado Arménio da Cilícia, filho de Leão I da Arménia e pai dos príncipes Ruben III e Leão II.

## Biografia
O seu pai nomeou-o marechal em 1138, aquando da invasão de João II Comneno à Cilícia. Estêvão evadiu a captura pelos bizantinos ao refugiar-se no Condado de Edessa juntamente com o irmão Melias. Em 1157 pôs em perigo a paz entre a Cilícia e o Império Bizantino ao atacar territórios imperiais ao redor de Maraş, contra os desejos do seu meio-irmão e soberano Teodoro II da Arménia, mas fracassou na tentativa de tomar a cidade.
Em 1165, o governador bizantino da cidade de Tarso Andrónico Euforbeno convidou-o para um banquete, onde o assassinou a 7 de Fevereiro de 1165 como vingança pelas suas incursões. Teodoro e o Melias responderam com um massacre indiscriminado de gregos nos domínios da Cilícia, e uma nova guerra contra Constantinopla só foi evitada pelos esforços diplomáticos de Amalrico I de Jerusalém.
Do seu casamento com Rita de Barbaron nasceram:
- Ruben III da Arménia, sucessor de Melias no Principado Arménio da Cilícia
- Leão II da Arménia, sucessor do irmão, primeiro rei arménio da Cilícia e o responsável pela elevação do principado a reino
- Dolete, casada com Bertrando Embriaco, senhor de Giblet e parente de Guilherme Embriaco